# 古川兼秀
古川 兼秀（ふるかわ かねひで、1901年（明治34年）9月2日 - 1974年（昭和49年））は、昭和時代前期の朝鮮総督府官僚。咸鏡北道知事。平安南道知事。

## 経歴
古川兼定の二男として、福島県若松市（現会津若松市）に生まれる。1925年（大正14年）東京帝国大学法学部政治科を卒業し、朝鮮総督府に奉職する。専売局属、江原道地方課長、平安南道地方課長、咸鏡北道財務部長、黄海道警察部長、平安北道警察部長、警務局図書課長、保安課長などを経て、1942年（昭和17年）10月、咸鏡北道知事に就任した。のち平安南道知事に任じた。